# میبو روشیگومی
میبوروشی (به ژاپنی: 壬生浪士 みぶろうし) یا سیچوروشی (به ژاپنی: 精忠浪士 せいちゅうろうし) یا میبو روشیگومی، گروه سلف شینسنگومی بود.

## تولد روشیگومی
کیوکاوا هاچیرو همراه با یامائوکا تشو در اواخر دوره ادو،روشیگومی به معنای «گروه سامورایی‌های بدون ارباب» یا مدافعان کیوتو را تشکیل داد. روشیگومی یک گروه ۲۳۴ نفری از رونین‌ها یا سامورایی‌های بدون ارباب بود که در سال ۱۸۶۲ تشکیل شد. هدف این گروه محافظت از شوگون‌سالاری توکوگاوا و شوگون بود اما مدتی پس از ورود این گروه به کیوتو روشیگومی منحل شد.
یامائوکا تشو ۱۸۸ سانتی‌متر قد و ۱۰۵ کیلوگرم وزن داشت که برای آن زمان، بدنی فوق‌العاده بود. در سال ۱۸۵۷، او با کیوکاوا هاچیرو، یکی از شاگردان ارشد همان دوجوی چیبا، آشنا شد و ایده‌های هاچیرو در مورد تکریم امپراتور و اخراج بربرها در او طنین‌انداز شد و این دو با هم دوست صمیمی شدند. در سال ۱۸۶۰، گروه‌های سوننو جوئی (به معنی حرمت‌گزاری به امپراتور، اخراج اجنبی) شروع به گرد هم آمدن دور هاچیرو کردند و ابتدا «تورا-او-کای»  (虎尾の会 انجمن تورائو به معنی انجمن دم ببر) تشکیل شد و یامائوکا به عنوان یکی از اعضای آن به آن پیوست.

## تولد میبوروشی
در ۲۳ فوریه ۱۸۶۳ (سال سوم بونکیو (دوره)) روشیگومی وارد کیوتو شد. کوندو ایسامی و دیگر اعضای شیئیکان در عمارت یاگی گنوجو، یک سامورایی ثروتمند محلی از روستای میبو، اقامت داشتند. کمی پس از ورود، کیوکاوا هاچیرو، بنیان‌گذار روشیگومی، نیات واقعی پشت پیشنهاد روشیگومی را فاش کرد: «اعضای روشیگومی هیچ رابطه ارباب یا بنده‌ای با شوگون‌سالاری ندارند. روشیگومی همیشه پیشگام جنبش ضد خارجی برای امپراتور خواهد بود.» چند روز بعد، کیوکاوا هاچیرو ناگهان اعلام کرد که به ادو باز خواهد گشت و اخراج بیگانگان را انجام خواهد داد. دلیل این امر شایعاتی بود مبنی بر اینکه یک ناوگان بریتانیایی به تلافی حادثه ناماموگی (که در آن یک سامورایی یک انگلیسی را در روستای ناماموگی در نزدیکی یوکوهاما کشته بود) که سال قبل رخ داده بود، به ادو حمله خواهد کرد. کوندو ایسامی در پاسخ مخالفت کرد و گفت: «اگر شوگون که از امپراتور فرمان امپراتوری برای اخراج خارجی‌ها را دریافت کرده بود، اخراج خارجی‌ها را در ادو انجام می‌داد، من هیچ مخالفتی نداشتم، اما اگر اینطور نباشد، دوست دارم در کیوتو بمانم و از شوگون محافظت کنم.» کوندو ایسامی در منطقه تاما، که یک تنریو (قلمرو تحت کنترل مستقیم شوگون‌سالاری) بود، متولد و بزرگ شد و حس احترام شدیدی نسبت به شوگون داشت. در ۵ مارس ۱۸۶۳ (بونکیو ۳)، هنگامی که توکوگاوا ایه‌موچی به کیوتو رسید، بسیاری از روشیگومی‌ها (رونین‌ها) به ادو بازگشتند، اما ۲۴ رونین در کیوتو باقی ماندند. این افراد شامل خانواده شیئیکان به رهبری کوندو ایسامی و افراد مرتبط با قلمرو میتو به رهبری سریزاوا کامو (芹沢鴨) می‌شوند. رونین‌های باقی‌مانده تحت سرپرستی قلمرو آیزو قرار گرفتند و میبو روشیگومی را تشکیل دادند که نام آن از روستای میبو، جایی که سربازخانه‌های آنها در آن قرار داشت، گرفته شده بود.

## تولد شینسنگومی
شینسنگومی سازمانی بود که وظیفه حفظ صلح در کیوتو را در اواخر دوره ادو بر عهده داشت، زمانی که تروریسم توسط میهن پرستان طرفدار امپراتوری و ضد خارجی شایع بود. این گروه پس از روشیگومی «گروه رونین» و میبوروشی «گروه میبو رونین» تشکیل شد که تحت سرپرستی قلمرو آیزو بود.